# Sciuscià
Sciuscià is een Italiaanse dramafilm uit 1946 onder regie van Vittorio De Sica.

## Verhaal
Enkele Romeinse jongeren werken als schoenpoetsertjes. Twee van hen dromen ervan om ooit met hun eigen paard te rijden. Ze sparen daarom al hun geld. Ze maken echter kennis met handelaars op de zwarte markt, die hen op het slechte pad brengen. Zo komen ze in aanraking met de politie.

## Rolverdeling
| Acteur             | Personage          |
| ------------------ | ------------------ |
| Franco Interlenghi | Pasquale Maggi     |
| Rinaldo Smordoni   | Giuseppe Filibucci |
| Emilio Cigoli      | Staffera           |
| Aniello Mele       | Raffaele Titio     |
| Anna Pedoni        | Nannarella         |
| Bruno Ortensi      | Arcangelo          |